# Guncel
Guncel (? - Split, 1242.), ugarski plemić i templar, splitski nadbiskup i metropolit (1221. – 1242.). Bio je sin ugarskog plemića Kornelija. Nakon što je pristupio templarskom redu, postao je rektor crkve Svetoga Stjepana Kralja u Ugarskoj. Godine 1220. izabrali su ga Splićani, na molbu njegova rođaka, bana Jule za nadbiskupa svojega grada. Sukobio se s dijelom splitskih kanonika na čelu s Tomom Arhiđakonom (o.1200. – 1268.). Godine 1234. obje zavađene strane raspravile su svoj spor u Perugii pred kardinalom Otonom koji je presudio u korist Tome.
Nadbiskup Guncel je živio do kraja svibnja 1242. i doživio je dolazak kralja Bele IV. (1235. – 1270.) i provalu Mongola u Ugarsku i Hrvatsku.